# 청도 운문사 원응국사비
청도 운문사 원응국사비(淸道 雲門寺 圓鷹國師碑)는 대한민국 경상북도 청도군 운문사에 있는 고려시대의 비이다. 1963년 1월 21일 대한민국의 보물 제316호로 지정되었다.

## 개요
운문사에 있는 이 탑비는 고려시대 중기의 승려 원응국사(1051∼1144)의 행적을 기록하고 있다. 원응국사는 일찍 출가하여 송나라에 가서 화엄의 뜻을 전하고 천태교관(天台敎觀)을 배워 귀국하였다. 1109년 선사(禪師)가 되었고, 인종 22년(1144) 운문사에서 93세로 입적하였다.
비는 비받침, 비몸, 머릿돌의 세 부분으로 이루어지는데, 받침돌과 머릿돌이 없어진 상태이다. 다만 세 쪽으로 잘린 비몸만 복원되어 있다.
비의 앞면에는 그의 행적이 새겨져 있으며 뒷면에는 제자들의 이름이 새겨져 있다. 만들어진 연대는 비가 깨어져 알 수 없으나, 국사가 입적한 다음해에 인종이 국사로 명하고, 윤언이에게 글을 짓게 하였다는 비문의 내용으로 보아 대략 1145년 이후로 짐작된다.

## 같이 보기
- 운문사

## 참고 자료
- 청도 운문사 원응국사비 - 국가유산청 국가유산포털